# Mitsubishi Montero
El Mitsubishi Montero es un automóvil todoterreno producido por el fabricante japonés Mitsubishi Motors. Originalmente denominado Pajero (en japonés パジェロ), también corresponde al modelo Shogun en el Reino Unido. Su principal competidor es el Toyota Land Cruiser Prado.

## Nombre
El nombre original Pajero, en referencia a Leopardus pajeros, un felino sudamericano conocido como gato pajero o de los pajonales, fue cambiado a partir de la tercera generación a Montero en los países hispanoparlantes y Estados Unidos, debido a que «pajero» en español es un término vulgar que remite a una persona con hábitos onanistas. 

## Historia
Fue presentado oficialmente como prototipo en el Salón del Automóvil de Tokio de 1973. El modelo definitivo de primera generación se presentó en el mismo Salón, en su edición de 1981, saliendo al mercado en 1982.
Posteriormente, han aparecido un total de cuatro generaciones del vehículo, lanzadas en 1982, 1991, 1999 y 2006.
En su primera generación, fue el primer todoterreno japonés en incorporar suspensión delantera independiente y motor diésel con turbocompresor. La segunda y tercera generaciones fueron rediseños completos del vehículo con gran éxito en su rendimiento mecánico, todo un maestro del 4x4, demostrándolo por ser el vehículo que más Rally Dakar ha ganado. La cuarta generación fue principalmente un rediseño de la imagen, los sistemas de seguridad y el motor.
Asimismo, dado el reconocimiento de la marca, Mitsubishi Motors decidió aplicar también el nombre Montero Sport al modelo Mitsubishi Challenger.

## Récords en el rally Dakar
En 1983 un Mitsubishi Montero, conducido por Andrew Cowan, finalizó el París–Argel–Dakar en el tercer puesto general, tras recorrer 11 000 km. Mitsubishi dominaba en diversos podios en los puestos 1, 2 y 3, hasta sus últimas victorias en 2007. Entre 2001 y 2005, con la introducción de su tercera generación el Montero de chasis monocasco  suspensión independiente, Mitsubishi obtuvo 5 victorias consecutivas y 12 de 15 podios en el mismo periodo de tiempo. Su récord general fue de 12 victorias (en primera posición) en la clase de vehículos y 150 victorias de etapa (siendo el segundo Peugeot con tan solo 78, la mitad en comparación). Mitsubishi obtuvo el título de «Mayor número de victorias en el rally Dakar de un fabricante» en el libro Guinness de los récords.

## Primera generación: L040; NA, NB, NC, ND, NE, NF, NG (1982-1991)
La primera generación hizo su debut en el Salón del Automóvil de Tokio en octubre de 1981 y se puso en marcha en mayo de 1982. Inicialmente, se trataba de un modelo tres puertas de corta distancia entre ejes disponible con capota de tela o metálica.
Cuenta con características que anteriormente no se habían visto en un coche japonés con tracción en las cuatro ruedas: un motor turbo diésel, una suspensión delantera Wishbone de doble barra de torsión con muelles, dirección y suspensión en asientos. Esto hizo que el Montero se convirtiese en un vehículo de cuatro ruedas motrices con todas las comodidades de un turismo.
En enero de 1983, solo un año después de su lanzamiento, se modificó su producción para adentrarse en el mundo del deporte automovilístico. Sin embargo, se consideraba que era un vehículo más comercial y no estaba demandado por personas con responsabilidades familiares. La versión de nueve plazas también se utilizó como vehículo en misiones de paz de las Naciones Unidas.
En febrero de 1983, se modificó su distancia entre ejes en el modelo de cinco puertas, para atender las necesidades de un mercado más amplio. El modelo con una mayor distancia entre ejes montaba dos motores: un 2.0 turbo de gasolina (conocido como «2.0 Turbo» y «Turbo 2000» en algunos mercados); y un 2.3 turbodiésel (2.3 TD conocido como o 2300 TD).

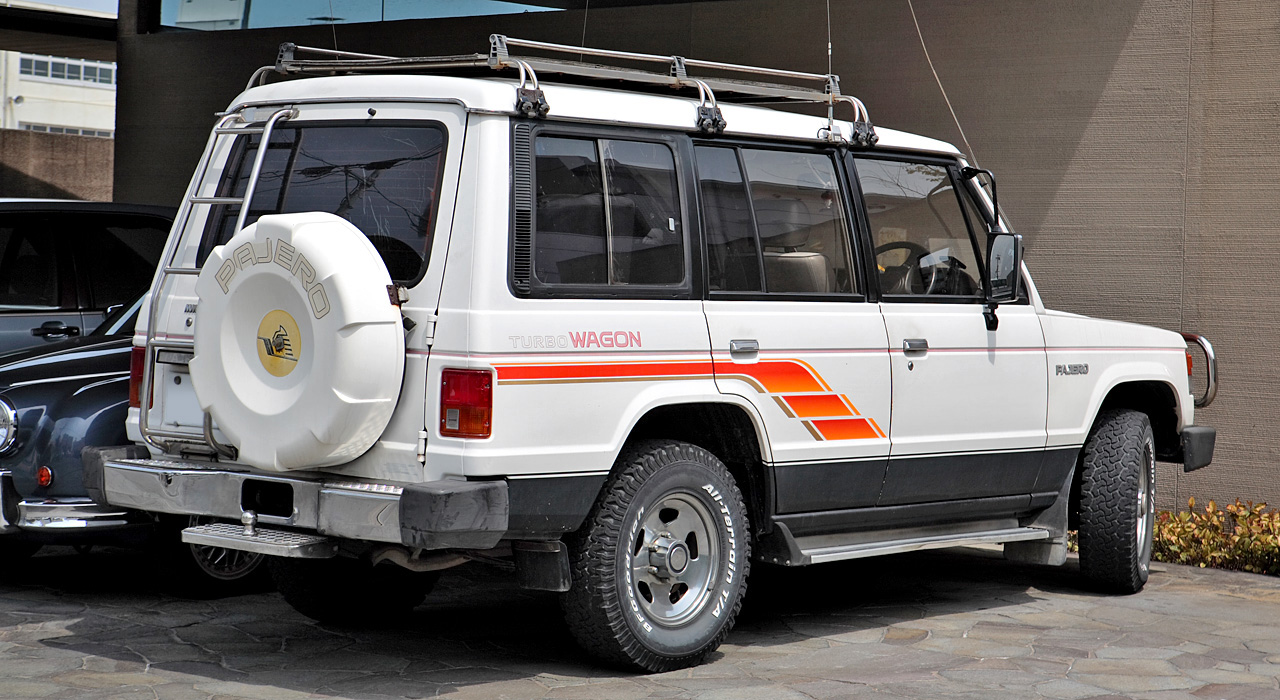
Trasera del Mitsubishi Montero.

- 2.0 4 cilindros gasolina (2000/2.0)
- 2.0 4 cilindros con turbo gasolina (2000/2.0 Turbo)
- 2.6 4 cilindros gasolina (2600/2.6)
- 2.3 atmosférico diésel (2300 D/2.3 D)
- 2.3 turbodiésel (2300 TD/2.3 TD)
- 2.5 turbodiésel (2500 TD/2.5 TD)
- 3.0 V6 SOHC gasolina (3000/3.0)

La larga distancia entre ejes también aumentó la capacidad de asientos hasta siete plazas, permitiendo una tercera fila de asientos, que pueden plegarse para obtener más espacio o incluso combinarse plegando también los asientos de la segunda fila para poder albergar incluso una cama.
El Montero se perfeccionó en junio de 1984. Los motores turbo diésel obtuvieron mayor potencia y par, con frenos de disco en las 4 ruedas, además de cuatro amortiguadores regulables como equipo básico.

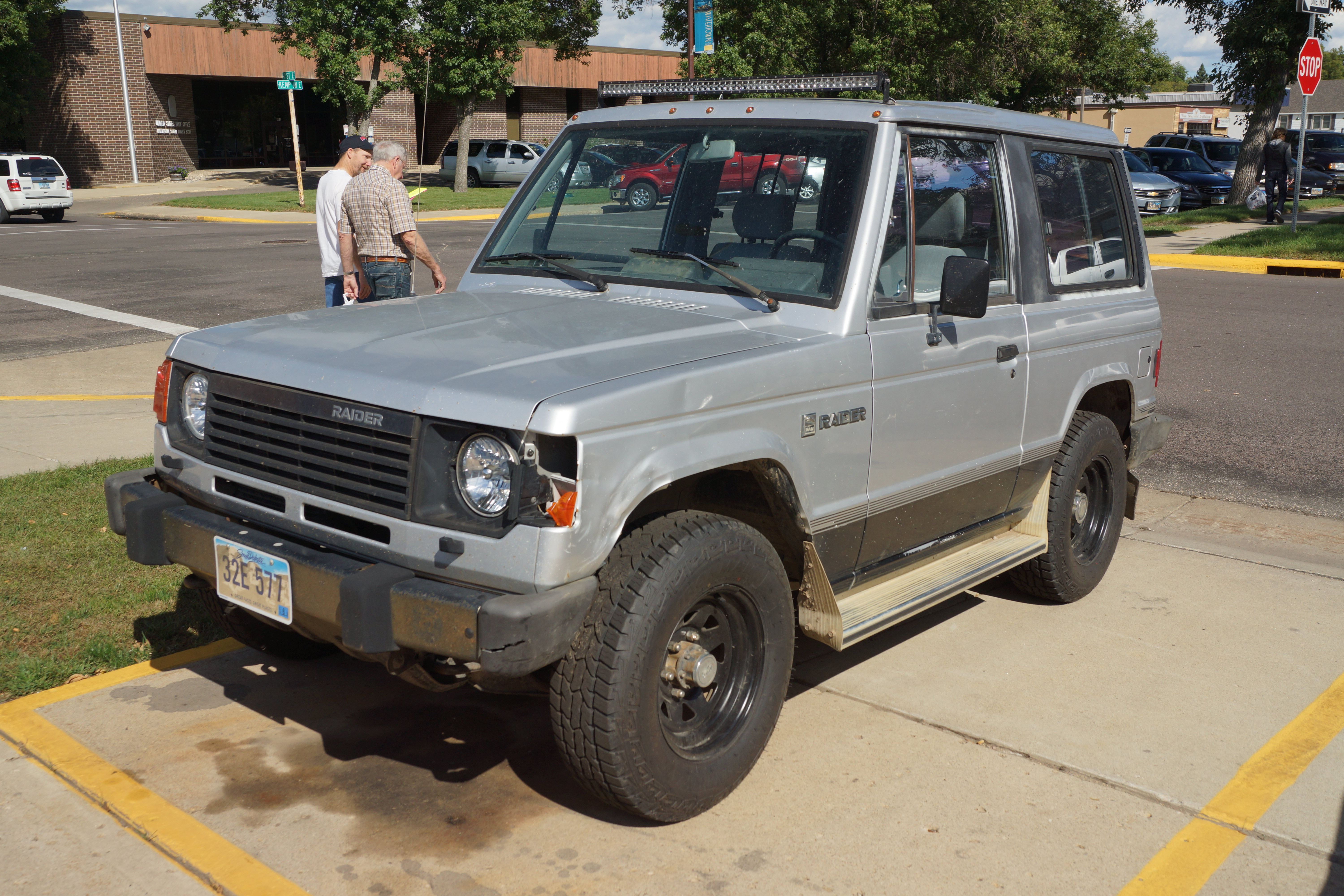
Dodge Raider

Un nuevo buque insignia del modelo se presentó a principios de 1987, con pintura en dos colores, llantas de aleación de 15 pulgadas, asientos de lana, con los delanteros calefactables, los reposacabezas de cuero auténtico, volante regulable con tres posiciones y un sistema de sonido con radiocasete. Además en 1987 se rebautizó una versión del Montero como «Dodge Raider», que se desarrolló durante 1989.
Finalmente, en 1988, se lanzó el motor V6 SOHC de 3.0 L, junto con un motor turbodiésel de 2.5 litros, siendo el primer 4x4 con intercooler. Esto le proporcionó una mejor aceleración a rangos de revoluciones medios y altos.
Las carrocerías estaban disponibles en 3 puertas y 5 puertas. Con motores de 4 cilindros de 2,6 L con 110 CV (81 kilovatios); un V6 de 3,0 L con inyección electrónica de 139 CV (102 kilovatios); y un turbodiésel de 4 cilindros OHV de 2.5 L con 83 CV (61 kilovatios), así como uno con intercooler de 95 CV (70 kilovatios). Con tracción a las cuatro ruedas seleccionable.
Más tarde, la plataforma de primera generación fue construida bajo licencia por Hyundai Precision Products como Hyundai Galloper de 1991 a 2003, y se exportó a Europa por un breve tiempo a partir de 1997. Cuando se presentó por primera vez, la apariencia era casi indistinguible de la primera generación del Montero. para el Galloper revisado presentado en 1997, la carrocería del Galloper fue rediseñada para que pareciera similar a la de los Pajeros de segunda generación, pero el chasis era el mismo, utilizando la mecánica del Pajero de primera generación.

### Australia
La serie NA se lanzó en Australia en enero de 1983 con carrocería estándar y ancha, con motor gasolina 2.6 y turbodiésel 2.3, ambos con caja de cambios manual KM145 de 5 velocidades. Frenos de disco perforados delante y tambor detrás. La versión 5 puertas sacó un modelo con techo alto en mayo de 1984 con las mismas opciones motrices. The five-door offered a luxury Superwagon trim and also had a shorter final drive than the SWB models, to make up for the increased weight.
La serie NB de noviembre de 1984 tuvo un cambio en la parrilla, se eliminó la versión ancha del 3 puertas y el motor diésel permanecía para la versión básica. Mitsubishi Australia lanzó la serie NC en noviembre de 1985, con opción a dirección asistida y un diseño para el 5 puertas ancho de techo bajo.
Se lanzó la opción de montar una caja KM148 automática para la versión gasolina en octubre de 1986 con la actualización del ND, mientras el motor 2.5 turbodiésel reemplaza al 2.3. Durante octubre de 1987 la serie NE reemplaza el motor japonés 2.6 de gasolina por el Astron II australiano. Las dimensiones de los frenos también se aumentan.
La serie NE 3 puertas y 5 puertas añadieron un diferencial, protectores de los paragolpes delanteros, llantas de aleación de 16 pulgadas y opción de pintura en dos colores en la versión base. Las versiones más altas montaban inclinómetro, voltímetro, medidor de presión de aceite, reproductor de radiocasete estéreo, suspensión en el asiento del conductor, etc.
En septiembre de 1988 se le dio un lavado de cara con la serie NF y la introducción del motor 3.0 V6, con 105 kilovatios (142,8 CV; 140,8 HP) y 228 newtons·metro (168,2 lb·pie) a través de una caja V5MT1 manual de 5 velocidades o KM148 automática de 4. Solo se montaron frenos de disco en la versión V6.
La última actualización, de la serie NG de septiembre de 1989 a abril de 1991, recibió leves reajustes de equipamiento. La transmisión KM148 automática se reemplazó por la V4AW2. Los modelos más altos de gama de la NG (los no comerciales) tenían detalles cromados y espejos de camión. Además se montó un interenfriador en el 2.5 turbodiésel en 1990.

### Camel Trophy
La Camel Trophy fue una competición de vehículos que se celebró anualmente entre los años 1980 y 2000, destacaba por el uso de vehículos Land Rover que tenían que sortear terrenos escarpados. El evento fue bautizado así por el patrocinador principal, la tabacalera Camel. El primer evento se hizo con intención de publicitar la marca de tabaco. Esto sucedió tras tener la idea 6 alemanes de cruzar la autovía transmazónica de Brasil; 1 600 km de terreno con polvo, troncos, barro, baches y ríos que cruzan la selva.
De la poca información disponible se sabe que Mitsubishi introdujo varios modelos de la primera generación del Montero en la Camel Trophy y creó una «Camel Trophy Edition» limitada para conmemorar su participación en dicho evento. Curiosamente las versiones de esta edición limitada no eran de base ancha, sino estándar, mientras que los que realmente competían en el evento sí eran de base ancha, debido a su necesidad de portar grandes equipos. El vehículo de competición y la Camel Trophy Edition montaban un motor 2.5L turbodiésel 4D56 con caja manual de 5 velocidades.
Algunos de los accesorios especiales con los que contaban estos vehículos eran su icónico color mostaza en la carrocería y llantas, el logotipo de la Camel Trophy en las puertas del piloto y copiloto, alfombrillas, asientos y cubrerrueda de repuesto, un kit de rescate con una pala y un machete. Solo se fabricaron 150 unidades de esta edición, aunque muchos fanáticos han creado réplicas usando sus propios Montero estándar. 
Las ediciones originales de la Camel Trophy se pueden identificar por una placa negra y amarilla en el interior del vehículo y su código de chasis especial (VNTX5).

### Motorizaciones
| Periodo                        | 1982 a 1990           | 1989 a 1990                                                            | 1982 a 1986           | 1986 a 1988                                                            | 1989 a 1990               |       |       |       |
| Identificación del motor       | 4G54                  | 6G72                                                                   | 4D55T                 | 4D56T                                                                  | 4D56T                     |       |       |       |
| Tipo de motor                  | L4 8v                 | V6 12v                                                                 | L4 8v, turbo          | L4 8v, turbo                                                           | L4 8v, turbo, intercooler |       |       |       |
| Diámetro x carrera             | 91.1 mm × 98.0 mm     | 91.1 mm × 76.0 mm                                                      | 91.1 mm × 90.0 mm     | 91.1 mm × 95.0 mm                                                      | 91.1 mm × 95.0 mm         |       |       |       |
| Cilindrada                     | 2555 cm³              | 2972 cm³                                                               | 2346 cm³              | 2477 cm³                                                               | 2477 cm³                  |       |       |       |
| Relación de compresión         | 8.2: 1                | 8.2: 1                                                                 | 21.0: 1               | 21.0: 1                                                                | 21.0: 1                   |       |       |       |
| Potencia máxima: CV (kW) @ rpm | 110 CV (82 kW) @ 4500 | 141 CV (104 kW) @ 5000                                                 | 84 CV (62 kW) @ 4200  | 84 CV (62 kW) @ 4200                                                   | 95 CV (70 kW) @ 4200      |       |       |       |
| Par máximo: Nm @ rpm           | 192 Nm @ 2500         | 225 Nm @ 3000                                                          | 175 Nm @ 2500         | 201 Nm @ 2000                                                          | 235 Nm @ 2000             |       |       |       |
| Tracción                       | Total                 | Total                                                                  | Total                 | Total                                                                  | Total                     | Total | Total | Total |
| Transmisión                    | Manual, 5 velocidades | Manual, 5 velocidades Automática, 4 velocidades (Aisin Warner AW03-72) | Manual, 5 velocidades | Manual, 5 velocidades Automática, 4 velocidades (Aisin Warner AW03-72) | Manual, 5 velocidades     |       |       |       |
| Peso                           | 1 415 kg              | 1 605 kg                                                               | 1 475 kg              | 1 530 kg                                                               | 1 568 kg                  |       |       |       |
| Velocidad máxima               | 140 km/h              | 160 km/h                                                               | 130 km/h              | 135 km/h                                                               | 140 km/h                  |       |       |       |
| Consumo mixto (L/100 km)       | 13,4                  | 13,5                                                                   | 11,4                  | 10,8                                                                   | 10,9                      |       |       |       |

## Segunda generación: V20- / NH, NJ, NK, NL (1991-2000)

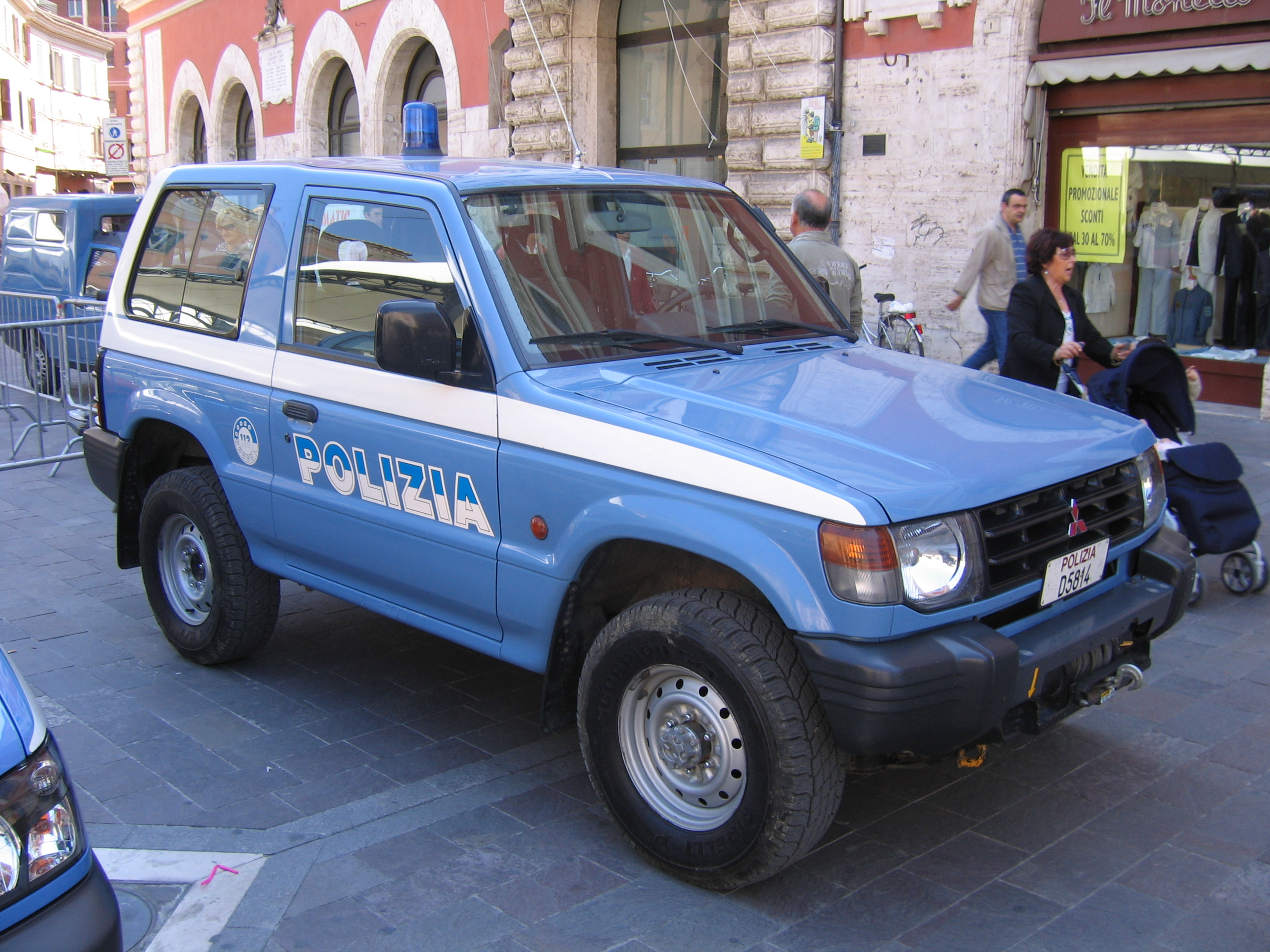
Mitsubishi Montero de segunda generación, propiedad de la Policía italiana.

Mitsubishi rediseñó el Montero para lanzar la segunda generación, que debutó en enero de 1991, aunque las exportaciones no se dieron hasta un año más tade. Ahora todos los elementos eran nuevos y mejorados. Había una nueva carrocería, más grande, en cuatro versiones distintas, con techo de metal, techo descapotable, semirrígido y de techo alto. Los dos primeros montaban una corta distancia entre ejes, mientras que los dos últimos tenían gran distancia entre ejes. Los motores incluidos eran un motor 3.0 de 12 válvulas SOHC V6 (6G72) con inyección electrónica ECI-Multi y un 2.5 turbodiésel (4D56T) con interenfriador.
La segunda generación fue también testigo de la introducción de la tracción a las 4 ruedas «Super Select» (SS4) (conocida como ActivTrak 4WD en algunos mercados) y un sistema ABS multimodo, siendo los primeros vehículos 4x4 japoneses en disponer de ello. La SS4 fue pionera en el sentido de que combina las ventajas de una tracción 4x4 total y parcial, con cuatro opciones disponibles: 2H (propulsión trasera), 4H (cuatro ruedas motrices), 4HLc (cuatro ruedas motrices con diferencial central bloqueado) y 4LLc (cuatro ruedas motrices con diferencial central bloqueado en bajo rango). Otra ventaja de este sistema de segunda generación, es que el conductor tiene la capacidad de cambiar entre la tracción 4x2 y 4x4 en una velocidad de hasta 100 km/h (62 millas por hora), mientras que la primera generación era necesario estar estacionado para cambiarla. El ABS multimodo, por otra parte, también es innovador. Esto significa que el ABS sería completamente funcional en todos los modos de la SS4.
En julio de 1993, aparecieron dos nuevas motorizaciones, un 3.5 DOHC de 24 válvulas con inyección ECI-Multi y un turbodiésel con interenfriador de 2.8 L. Una caja de transmisión más grande y mejorada también se incluyó en esta actualización. 
En 1996 se revisó el motor 3.0 V6, permaneciendo con un árbol de levas pero mejorándolo a 24 válvulas. El sistema de encendido se mejoró del antiguo sistema de distribución a uno nuevo. La potencia aumentó a 132 kW (177 CV). El motor 2.4 solo estaba disponible en la versión pequeña.

### Motorizaciones
| Periodo                        | 1991 a 1994             | 1991 a 1995                                                            | 1995 a 1998            | 1994 a 1997                                                            | 1991 a 2000                     | 1994 a 1998                     |       |       |
| Identificación del motor       | 4G64                    | 6G72                                                                   | 6G72                   | 6G74                                                                   | 4D56T                           | 4M40                            |       |       |
| Tipo de motor                  | L4 12v                  | V6 12v                                                                 | V6 24v                 | V6 24v                                                                 | L4 8v, turbo con interenfriador | L4 8v, turbo con interenfriador |       |       |
| Diámetro x carrera             | 86.5 mm × 100.0 mm      | 91.1 mm × 76.0 mm                                                      | 91.1 mm × 76.0 mm      | 93.0 mm × 85.8 mm                                                      | 91.1 mm × 95.0 mm               | 95.0 mm × 100.0 mm              |       |       |
| Cilindrada                     | 2351 cm³                | 2972 cm³                                                               | 2972 cm³               | 3497 cm³                                                               | 2477 cm³                        | 2835 cm³                        |       |       |
| Relación de compresión         | 8.5: 1                  | 8.9: 1                                                                 | 9.0: 1                 | 9.5: 1                                                                 | 21.0: 1                         | 21.0: 1                         |       |       |
| Potencia máxima: CV (kW) @ rpm | 111 CV (81.5 kW) @ 4800 | 150 CV (110 kW) @ 5000                                                 | 181 CV (133 kW) @ 5500 | 208 CV (153 kW) @ 5000                                                 | 99 CV (73 kW) @ 4200            | 125 CV (92 kW) @ 4000           |       |       |
| Par máximo: Nm @ rpm           | 184 Nm @ 3500           | 236 Nm @ 4000                                                          | 255 Nm @ 4500          | 300 Nm @ 3000                                                          | 240 Nm @ 2000                   | 292 Nm @ 2000                   |       |       |
| Tracción                       | Total                   | Total                                                                  | Total                  | Total                                                                  | Total                           | Total                           | Total | Total |
| Transmisión                    | Manual, 5 velocidades   | Manual, 5 velocidades Automática, 4 velocidades (Aisin Warner AW03-72) | Manual, 5 velocidades  | Manual, 5 velocidades Automática, 4 velocidades (Aisin Warner AW03-72) | Manual, 5 velocidades           | Manual, 5 velocidades           |       |       |
| Peso                           | 1 550 kg                | 1 830 kg                                                               | 1 780 kg               | 1 810 kg                                                               | 1 740 kg                        | 1 855 kg                        |       |       |
| Aceleración (0 a 100 km/h)     | -                       | 12,5 s.                                                                | 12,0 s.                | 9,5 s.                                                                 | 18,1 s.                         | 15,0 s.                         |       |       |
| Velocidad máxima               | 150 km/h                | 165 km/h                                                               | 175 km/h               | 185 km/h                                                               | 145 km/h                        | 155 km/h                        |       |       |
| Consumo mixto (L/100 km)       | -                       | 13,7                                                                   | 13,2                   | 14,4                                                                   | 11,4                            | 11,7                            |       |       |

En octubre de 1997 se desarrolló el Montero Evolution, que se ajustó a los nuevos requisitos para participar en el París-Dakar de la clase T3. El Montero Evolution montaba de serie un V6 de 3,5 L DOHC con 24 válvulas y distribución de válvulas variable (MIVEC). Un nuevo doble pleno variable ayudado a aumentar la ingesta de energía y una nueva suspensión aún más suave.
En 1998, los vehículos destinados a exportación y países del CCG (Consejo de Cooperación del Golfo) fueron rediseñados. Se les aplicaron defensas más amplias, nuevos faros, parrilla, parachoques, antinieblas y demás. A las nuevas defensas de mayor tamaño se las denominaron «blister flare fenders». Se aplicó airbag para el conductor y el pasajero delantero en la versión estándar en los modelos equipados con el motor V6 DOHC de 3.5 L, siendo opcional en los modelos GLS con motor V6 SOHC 3.0. Se mejoró el interior con un acabado en madera en los modelos GLS 3.0 y 3.5. Un volante envuelto en cuero, con tapicería de cuero y detalles en madera también se podía solicitar, junto a un sistema de suspensión mejorado y dirección asistida de nueva tecnología. El motor SOHC 12 válvulas 3.0 ya estaba disponible con una configuración de 24 válvulas. También se mantuvieron los modelos sin defensas (GLX), disponible con un motor 2.4 DOHC con 16 válvulas, que producía 147 CV (108 kilovatios). El motor de 3.0 con 12 válvulas es opcional en estos modelos GLX y sigue siendo el motor base en el GLS.
La segunda generación se introdujo el 22 de enero de 1991 y se fabricó hasta 1999. Retoma los dos estilos de la carrocería, pero con un diseño más redondeado y más cómo para la ciudad que el anterior modelo voluminoso. El motor V6 gasolina 3.0 se mantuvo, pero con una mejor para estar disponible en 24 válvulas, con una potencia de 185 CV (136 kilovatios), mientras que en el turbodiésel 2.5 se aumentó ligeramente a 99 CV (73 kilovatios). En 1993, el Montero se reformó ligeramente y se introdujeron motores más potentes: un V6 de 3.5 con 208 CV (153 kilovatios) y un turbodiésel SOHC de 2.8 con 125 CV (92 kilovatios). Estas versiones contaban con la SS4 (conocido como «Active-Trac» en Estados Unidos), con un cambio de la transferencia electrónica que permitía dividir la potencia entre los dos ejes, sin necesidad de detener el vehículo. Era funcional a velocidades de hasta 100 km/h (62 millas por hora).
La primera generación del Montero también se comercializó como Hyundai Galloper en Corea, Europa y países del CCG, mientras la segunda generación estaba en producción en otros lugares.
Este modelo estuvo en producción en la India hasta 2012 como «Pajero SFX», aunque que la última generación se vendió allí como «Montero». Y en Filipinas como «Pajero Field Master 4x2» con un 2.8 TD, junto a la cuarta generación del Montero. La producción de la versión 4X4 se continuó hasta 1999. Fue el único que eliminó el sistema SS4 de la tracción 4 ruedas. Se fabricó en Colombia hasta 2012, con piezas kit de ensamblaje, con un motor SOHC con 16 válvulas y 2.4 L con 130 CV (96 kilovatios); y un 3.0 de 12 válvulas con 148 CV (109 kilovatios). Ambos disponibles para la versión 3 puertas, pero exclusivo en la versión 5 puertas el 3.0 V6.
En Venezuela, la segunda generación se fabricó de 1992 a 1995, disponible con una distancia entre ejes larga y corta. De 1996 a 2009 cambió su nombre a Mitsubishi Montero Dakar, disponible solo con corta distancia entre ejes y el motor 6G72 con transmisión de 5 velocidades manual.
En China, se comercializó la segunda generación bajo el nombre «Pajero», siendo popular desde los acuerdos realizados desde 1990. Entre las compañías se incluye Guangtong Motors, Jincheng Motors, Jinhui Motors, Sanjiu Motors, Sanxing Motors, Shanlu Motors y Wanli Motors.
La fabricante de vehículos china, Shanlu Motors, creó su versión del coche, llamada CJY 6421D, producida entre 1997 y 2001 que montaba el motor 4G64 estándar. Beijing Automobile Works también produjo su propio BJ2032 Tornado entre 2002 y 2004. El BJ2032 montaba un motor 2.2 de General Motors con una caja de 5 velocidades manual. El Tornado mide 4880 milímetros de longitud, 1830 de ancho, 1800 de alto y 2750 de distancia entre ejes.
Las variantes más conocidas vendidas en china fueron fabricadas por GAC Changfeng desde 1995. El primer modelo se produjo entre 2002 y 2014 y se comercializó bajo el nombre Liebao Heijinggang (猎豹奇兵-黑金刚 King Kong leopardo negro, donde 猎豹 como «guepardo» en vez de «leopardo») en 2002. El Heijinggang estuvo disponible con 4 motores, un 2.2 4RB3 basado en 2RZ-FE de Toyota, el popular 2.4 4G64 y el 6G72 V6 de Mitsubishi y el 2.5 turbodiésel. Todos ellos con una caja de cambios de 5 velocidades manual. La de 4 velocidades solo estuvo disponible para el Heijinggang de 2002 con motores V6. Con precios comprendidos entre los 109 800 y 302 800 yuanes (13 259 y 36 559 €). 

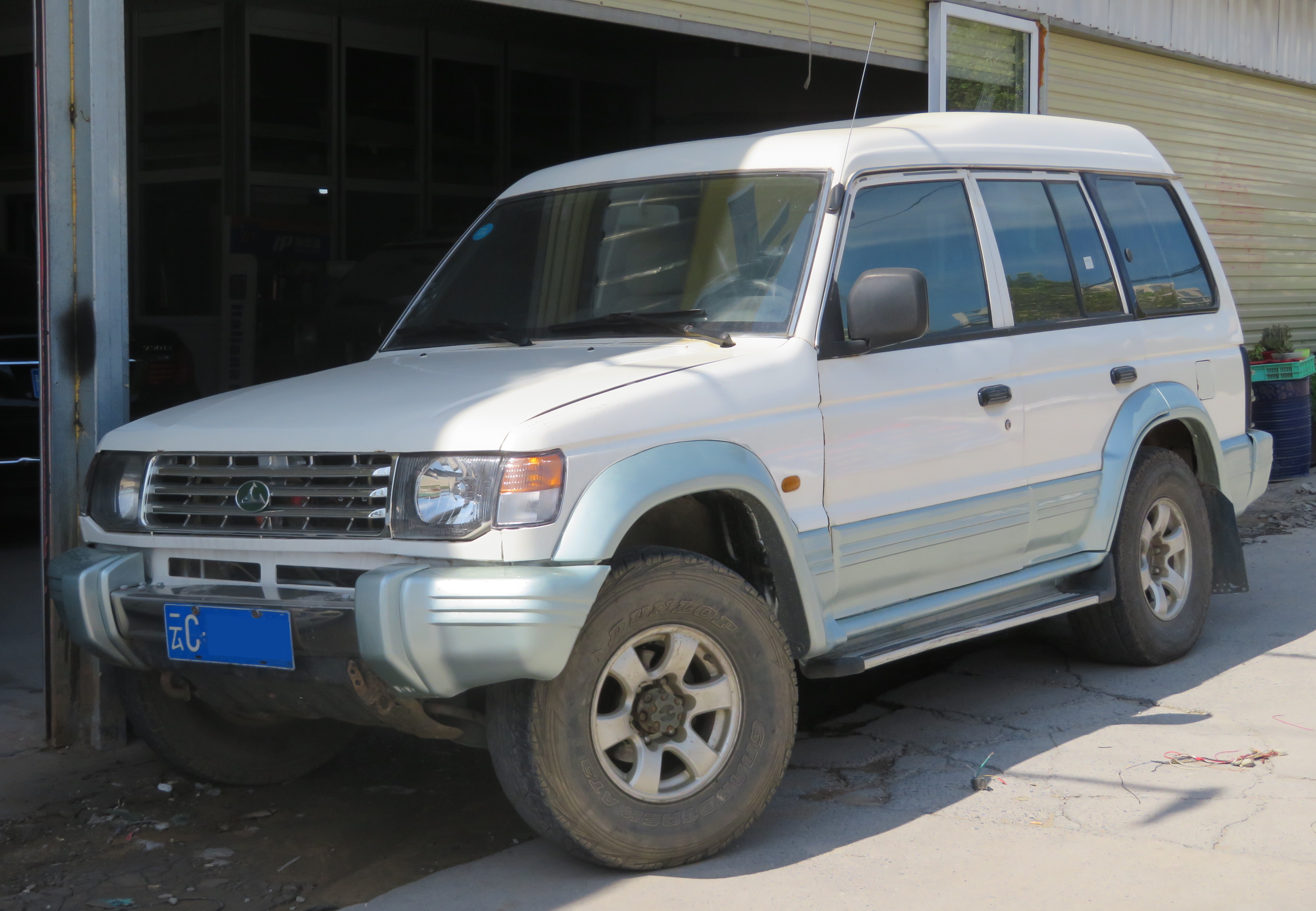
GAC Changfeng: Leopaard Pajero

El modelo hermano, llamado Qibing/6481, se produjo entre 2009 y 2014. El 2.2 4RB3 fue el único con una caja de cambios manual de 5 velocidades. Con precios comprendidos entre 99 800 y 124 800 yuanes (12 050 y 15 064 €).
Ambos modelos fueron reemplazados por una versión modernizada llamada Leopard Q6 (猎豹Q6) y siguen en producción en la actualidad. El Q6 usaba el 4G63 entre 2015 y 2017 con una caja de cambios de 6 velocidades manual o automática. El motor 2TZ-FE de Toyota también estuvo disponible con una caja de cambios manual de 5 velocidades. A partir de 2019 en adelante, el Q6 usa el motor 4G64 como su predecesor y una caja de cambios de 5 marchas manual. Disponible en dos colores: verde («verde salvaje») y blanco («blanco glacial»).
La segunda generación se dejó de fabricar en 1999 (con ciertas excepciones) y se reemplazó por la nueva generación del Montero. Tras el fin de la producción, la segunda generación recibió una atención inesperada en 2002, ya que Left Eye de TLC murió en un accidente de coche en el que se involucraba un Mitsubishi Montero de segunda generación, en una autovía de La Ceiba, Honduras. Fue la única fallecida en el accidente. En el asiento del copiloto iba un camarógrafo y su cámara quedó destruida en el impacto.

## Tercera generación: V60- / NM, NP (2000-2006)
Diseñado por Pininfarina, la tercera generación de Montero fue un éxito en el mercado japonés en 1999, poniéndose a disposición de otros mercados a partir del año 2000 como modelo de 2001. El vehículo fue rediseñado por completo por dentro y por fuera, con modelo pequeño y grande. El centro de gravedad era más bajo, lo que brindaba un mejor manejo en carretera y con una carrocería mucho más rígida. El cambio más importante fue que la carrocería del Montero ahora era de una única pieza, al contrario que las generaciones anteriores. Esto también permite una mayor suspensión. El depósito de combustible también fue trasladado a entre los ejes para una mayor seguridad.
El sistema también monta un SS4 más refinado, con engranajes cónicos que sustituyeron a los planetarios. El sistema también se hizo totalmente electrónico, lo que significa que el vehículo no tenía que estar en marcha para cambiar entre los modos de la unidad. Tras todas las actualizaciones, el sistema se denominó «Super Seleccione II 4WD (SS4-II)».
Junto a la dirección de cremallera (en contraste con el sistema de recirculación de bolas de las generaciones anteriores), el Montero también ofrece tres transmisiones a elegir: una manual de cinco velocidades; una de cuatro velocidades INVECS II; y una automática de cinco velocidades Tiptronic INVECS II.
Un nuevo motor V6 SOHC con 24 válvulas 3.8, también se introdujo en esta generación. Este motor usa válvulas electrónicas (ETV), que entregar una potencia de crucero refinada con potencia de sobra para funciones de todoterreno.
La tercera generación se introdujo el 2 de agosto de 1999 y se sustituyó en otoño de 2006, con una reforma en 2003. Este fue el más lujoso de las tres generaciones, el paso a un segmento más de lujo para competir con el Land Rover Discovery, pero lo más importante era contrarrestar a su rival el Toyota Land Cruiser. En el motor de 3.0, la potencia se redujo a 177 CV (130 kilovatios); y el motor de 3.5 era de inyección directa y gasolina, con un aumento de potencia a 220 CV (162 kilovatios) en el mercado japonés, mientras que en las versiones de exportación, se mantuvo el motor estándar EFI, ahora con 203 CV (149 kilovatios). El 2.8 diésel se mantiene solo para los mercados en desarrollo, que fue sustituido por un nuevo motor de inyección directa de 16 válvulas 3.2 con 163 CV (120 kilovatios).
En el mercado estadounidense en 2003, el motor de 3.5 fue sustituido por una unidad más potente de 3.8 L con 218 CV (160 kilovatios). Este motor estuvo posteriormente a disposición de unos pocos mercados de exportación, tales como América del Sur y Australia, sustituyendo al V6 GDI en línea japonés en 2005. El modelo de corta distancia entre ejes no está disponible en América del Norte, donde el Montero es el único SUV de Mitsubishi 4X4. Frente a la disminución de las ventas, los Montero se retiraron del mercado de Estados Unidos después del modelo del año 2006.

### Galería

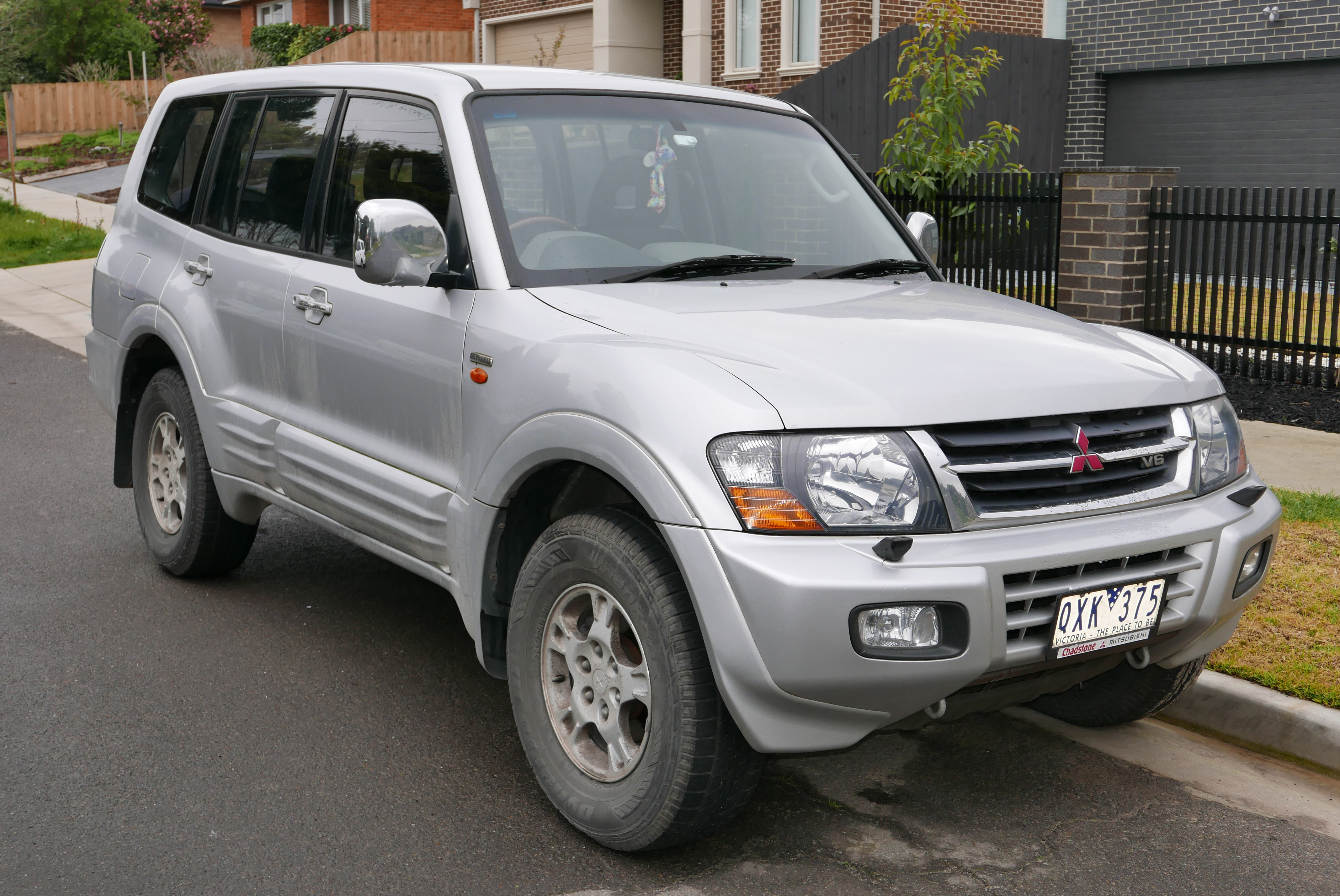
Mitsubishi Montero Exceed (2000 a 2002)
Mitsubishi Pajero Exceed (2000 a 2002)Mitsubishi Pajero Exceed (2000 a 2002)
Mitsubishi Montero Exceed (2002 a 2006)Mitsubishi Montero Exceed (2002 a 2006)
Mitsubishi Montero VR-X (2002 a 2006)Mitsubishi Montero VR-X (2002 a 2006)
Mitsubishi Montero Exceed 3200 2 puertasMitsubishi Montero Exceed 3200 2 puertas

### Motorizaciones
|                                | Motores de gasolina                                               | Motores diésel                                                    | Motores diésel                                                    | Motores diésel | Motores diésel | Motores diésel | Motores diésel | Motores diésel | Motores diésel |
|                                | 3.5 GDI                                                           | 3.2 Di-D                                                          | 3.2 Di-D                                                          |                |                |                |                |                |                |
| ------------------------------ | ----------------------------------------------------------------- | ----------------------------------------------------------------- | ----------------------------------------------------------------- | -------------- | -------------- | -------------- | -------------- | -------------- | -------------- |
| Periodo                        | 2000 a 2006                                                       | 2003 a 2006                                                       | 2000 a 2006                                                       |                |                |                |                |                |                |
| Identificación del motor       | 6G74                                                              | 4M41                                                              | 4M41                                                              |                |                |                |                |                |                |
| Tipo de motor                  | V6 24v, inyección directa                                         | L4 16v, inyección directa, common-rail, turbo, interenfriador     | L4 16v, inyección directa, common-rail, turbo, interenfriador     |                |                |                |                |                |                |
| Diámetro x carrera             | 93.0 mm × 85.8 mm                                                 | 98.5 mm × 105.0 mm                                                | 98.5 mm × 105.0 mm                                                |                |                |                |                |                |                |
| Cilindrada                     | 3497 cm³                                                          | 3200 cm³                                                          | 3200 cm³                                                          |                |                |                |                |                |                |
| Relación de compresión         | 10.4: 1                                                           | 17.0: 1                                                           | 17.0: 1                                                           |                |                |                |                |                |                |
| Potencia máxima: CV (kW) @ rpm | 203 CV (149 kW) @ 5500                                            | 160 CV (118 kW) @ 3800                                            | 165 CV (121 kW) @ 3800                                            |                |                |                |                |                |                |
| Par máximo: Nm @ rpm           | 318 Nm @ 4000                                                     | 373 Nm @ 2000                                                     | 373 Nm @ 2000                                                     |                |                |                |                |                |                |
| Tracción                       | Total                                                             | Total                                                             | Total                                                             | Total          | Total          | Total          | Total          | Total          |                |
| Transmisión                    | Manual, 5 velocidades Automática, 5 velocidades (Mitsubishi F5A5) | Manual, 5 velocidades Automática, 5 velocidades (Mitsubishi F5A5) | Manual, 5 velocidades Automática, 5 velocidades (Mitsubishi F5A5) |                |                |                |                |                |                |
| Peso                           | 1915-2060 kg                                                      | 1995-2110 kg                                                      | 1925-2080 kg                                                      |                |                |                |                |                |                |
| Aceleración (0 a 100 km/h)     | 10,0 s.                                                           | 11,5 s.                                                           | 11,5 s.                                                           |                |                |                |                |                |                |
| Velocidad máxima               | 190 km/h                                                          | 170 km/h                                                          | 170 km/h                                                          |                |                |                |                |                |                |
| Consumo combinado (L/100 km)   | 14,2                                                              | 9,5                                                               | 9,3                                                               |                |                |                |                |                |                |

## Cuarta generación: V80- / NS, NT, NW, NX; (2006-2021)
La cuarta generación fue presentada en el Salón del Automóvil de París de 2006 con el código de serie «NS». Con nuevo diseño interior y exterior, este nuevo modelo contó además con mejoras de seguridad: sistemas de airbag frontales SRS y laterales de tipo cortina. El chasis se mejoró con la tecnología RISE de Mitsubishi como ya pasó en la generación anterior. El nuevo sistema «Super-Select 4WD II» se mantuvo, complementado con un sistema mejorado del control de tracción y de estabilidad y reparto electrónico de frenada con 8,7 pulgadas (221 mm) de distancia al suelo, con un eje de transmisión trasero envuelto en fibra de carbono y un capó de aluminio para reducir el peso. La cuarta generación mantuvo la misma suspensión independiente de la generación anterior, con mejoras en el eje trasero para mejorar la fuerza y resistencia al hacer todoterreno y con llantas de 17" en el GLS. Los frenos también se mejoraron, con unos rotores frontales de 332 mm en la versión grande. La versión pequeña mantuvo los de 289 mm de la generación anterior.

### Motorizaciones
|                                | Motores de gasolina                               | Motores diésel                                                | Motores diésel                                                | Motores diésel                                                          | Motores diésel | Motores diésel | Motores diésel | Motores diésel | Motores diésel |
|                                | 3.8                                               | 3.2 Di-D                                                      | 3.2 Di-D                                                      | 3.2 Di-D                                                                |                |                |                |                |                |
| ------------------------------ | ------------------------------------------------- | ------------------------------------------------------------- | ------------------------------------------------------------- | ----------------------------------------------------------------------- | -------------- | -------------- | -------------- | -------------- | -------------- |
| Periodo                        | 2006 a 2009                                       | 2006 a 2009                                                   | 2006 a 2009                                                   | 2009 a 2021                                                             |                |                |                |                |                |
| Identificación del motor       | 6G75                                              | 4M41                                                          | 4M41                                                          | 4M41                                                                    |                |                |                |                |                |
| Tipo de motor                  | V6 24v                                            | L4 16v, inyección directa, common-rail, turbo, interenfriador | L4 16v, inyección directa, common-rail, turbo, interenfriador | L4 16v, inyección directa, common-rail, turbo, interenfriador           |                |                |                |                |                |
| Diámetro x carrera             | 95,0 mm × 90,0 mm                                 | 98,5 mm × 105,0 mm                                            | 98,5 mm × 105,0 mm                                            | 98,5 mm × 105,0 mm                                                      |                |                |                |                |                |
| Cilindrada                     | 3828 cm³                                          | 3200 cm³                                                      | 3200 cm³                                                      | 3200 cm³                                                                |                |                |                |                |                |
| Relación de compresión         | 9.8: 1                                            | 17.0: 1                                                       | 17.0: 1                                                       | 16.0: 1                                                                 |                |                |                |                |                |
| Potencia máxima: CV (kW) @ rpm | 248 CV (182 kW) @ 6000                            | 160 CV (117 kW) @ 3800                                        | 170 CV (125 kW) @ 3800                                        | 200 CV (147 kW) @ 3800                                                  |                |                |                |                |                |
| Par máximo: Nm @ rpm           | 329 Nm @ 2750                                     | 381 Nm @ 2000                                                 | 373 Nm @ 2000                                                 | 441 Nm @ 2000                                                           |                |                |                |                |                |
| Tracción                       | Total                                             | Total                                                         | Total                                                         | Total                                                                   | Total          | Total          | Total          | Total          |                |
| Transmisión                    | Automática, 5 velocidades (serie Mitsubishi F5A5) | Manual, 5 velocidades                                         | Automática, 5 velocidades (serie Mitsubishi F5A5)             | Manual, 5 velocidades Automática, 5 velocidades (serie Mitsubishi F5A5) |                |                |                |                |                |
| Peso                           | 2035 a 2215 kg                                    | 2085 a 2265 kg                                                | 2100 a 2285 kg                                                | 2095 a 2300 kg                                                          |                |                |                |                |                |
| Aceleración (0 a 100 km/h)     | 10,0 s.                                           | 12,1 s.                                                       | 13,2 s.                                                       | 9,7 s.                                                                  |                |                |                |                |                |
| Velocidad máxima               | 200 km/h                                          | 177 km/h                                                      | 177 km/h                                                      | 180 km/h                                                                |                |                |                |                |                |
| Consumo mixto (L/100 km)       | 13,4                                              | 9,2                                                           | 10,5                                                          | 8,0                                                                     |                |                |                |                |                |

Los motores se mejoraron con el 3.2 diésel con tecnología Common-Rail, un filtro antipartículas para mejorar las emisiones y 125 kilovatios (170 CV). El 3.8 V6 tenía válvulas de geometría variable MIVEC que proporcionaban hasta 184 kilovatios (250,2 CV). Ambos motores cumplían con los estándares de emisiones Euro IV. El 3.0 V6 se restringió a los mercados japonés y de los países del CCG. En Indonesia, este modelo solo se comercializó en el estilo «Super Exceed». 
A partir de 2009 se introdujo una nueva serie; la «NT», con un motor 3.0 V6 en los mercados de los países del CCG, que fue reemplazado por un 3.5 V6, con 141 kilovatios (191,7 CV) y 306 newtons·metro (225,7 lb·pie) de par. Tras revisiones del 3.2 turbodiésel en 2011 se aumentó su potencia y par en 147 kilovatios (199,9 CV) y 441 newtons·metro (325,3 lb·pie), respectivamente. Ambos motores cumpliendo los estándares de emisiones Euro V. El motor 3.8 de gasolina siguió teniendo 184 kilovatios (250,2 CV) y 329 newtons·metro (242,7 lb·pie) (con sin plomo 95). También hay una versión comercial sin ventanas, ya que se puede registrar como tal. También se añadió un bloqueo del diferencial trasero de serie.
En 2010 se le montó un sistema de sonido acústico Rockford y dos opciones del color del interior: negro y beis, en algunos mercados.
En 2012, se hizo un pequeño reestilizado con una mejora en la carrocería monocasco y la suspensión, con nomenclatura de serie «NW».
En 2015 se modernizó el frontal con una nueva parrilla, luces LED diurnas y nueva funda cubreneumático de repuesto bajo el nombre de serie «NX». Esta serie es la más reciente y se sigue fabricando. El interior se modernizó con detalles metálicos, en colores piano para el VR II, y madera para el Exceed y Super Exceed. Los motores eran 3.0 6G72 V6, 3.5 6G74 V6, 3.8 6G75 MIVEC V6, 2.8 4 cilindros turbodiésel 4M40 y 3.2 4M41 common-rail 4 cilindros turbodiésel.
El Montero destaca por tener una de las suspensiones independientes más duraderas diseñadas para su clase. Esto, junto con los motores 3.2 Di-D y 3.8 MIVEC contribuyó a mejorar su reputación y popularizarlo en entornos escarpados de países de África, Australia y Oriente Medio.
El Montero se dejó de fabricar en 2021. En Japón se despidió con el modelo «Final Edition», del que solo se fabricaron 700 unidades.

### Versión preestilizada

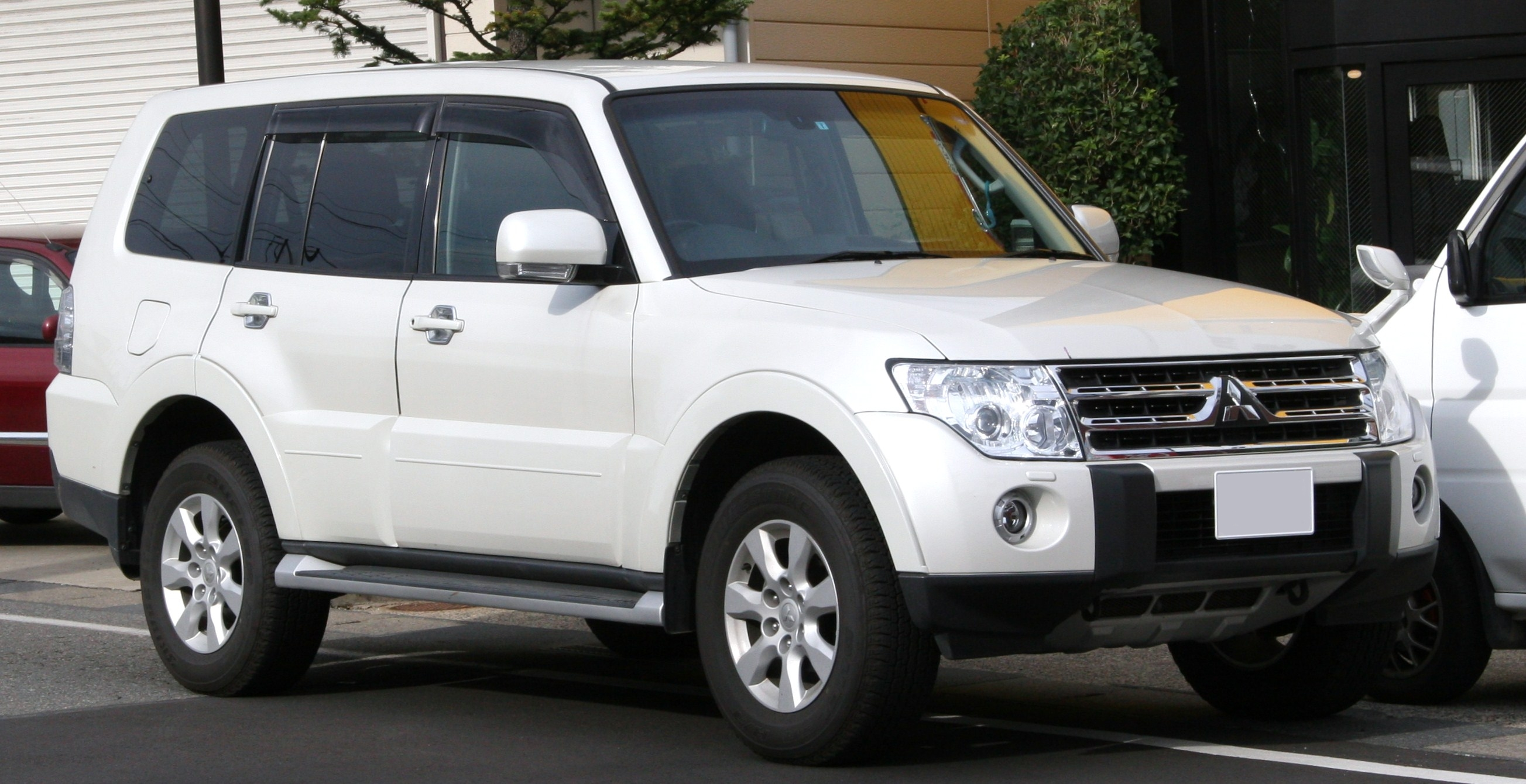
Mitsubishi Montero Exceed (preestilizada)
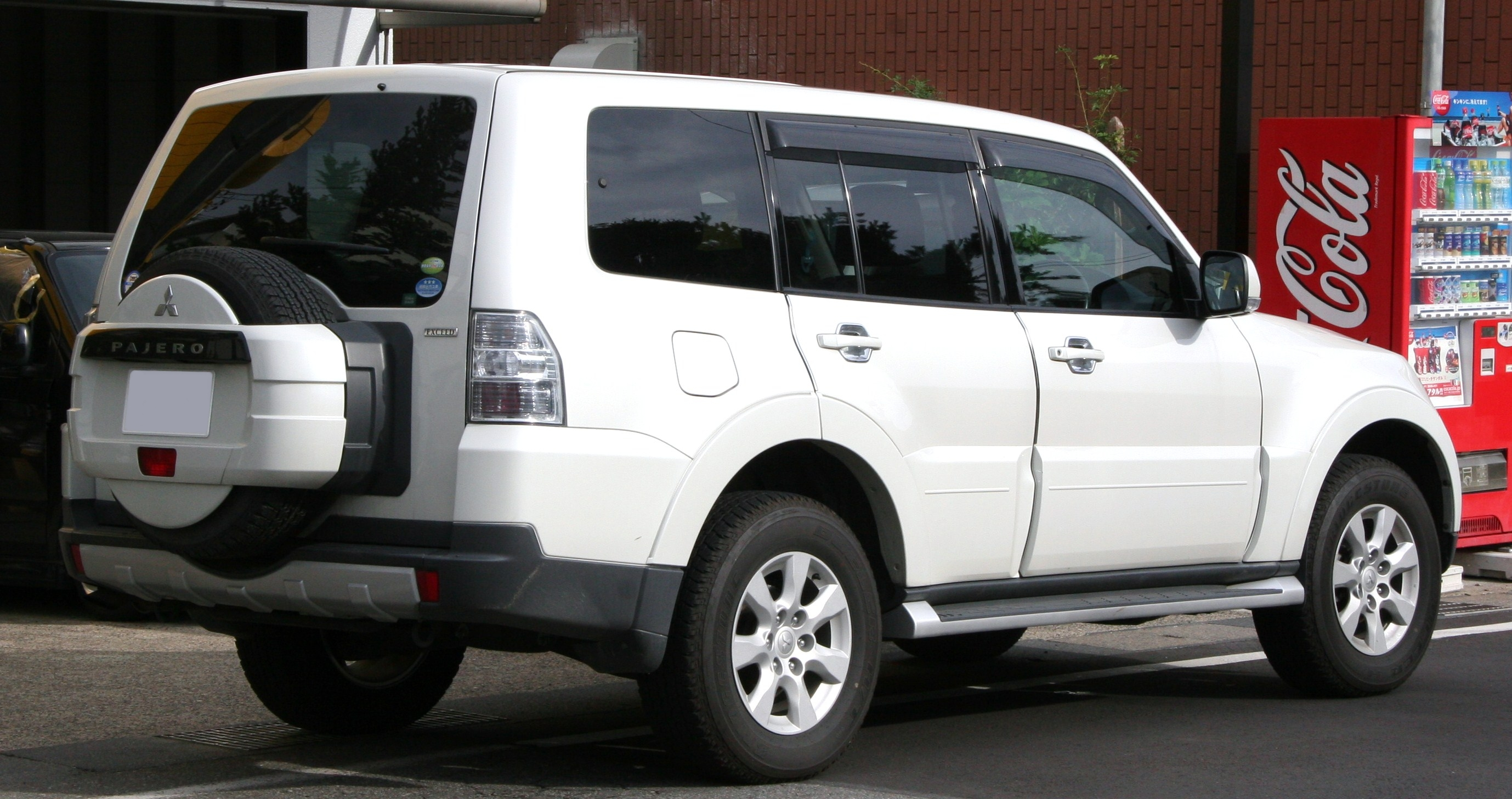
Mitsubishi Montero Exceed (preestilizada)

### Primer estilizado

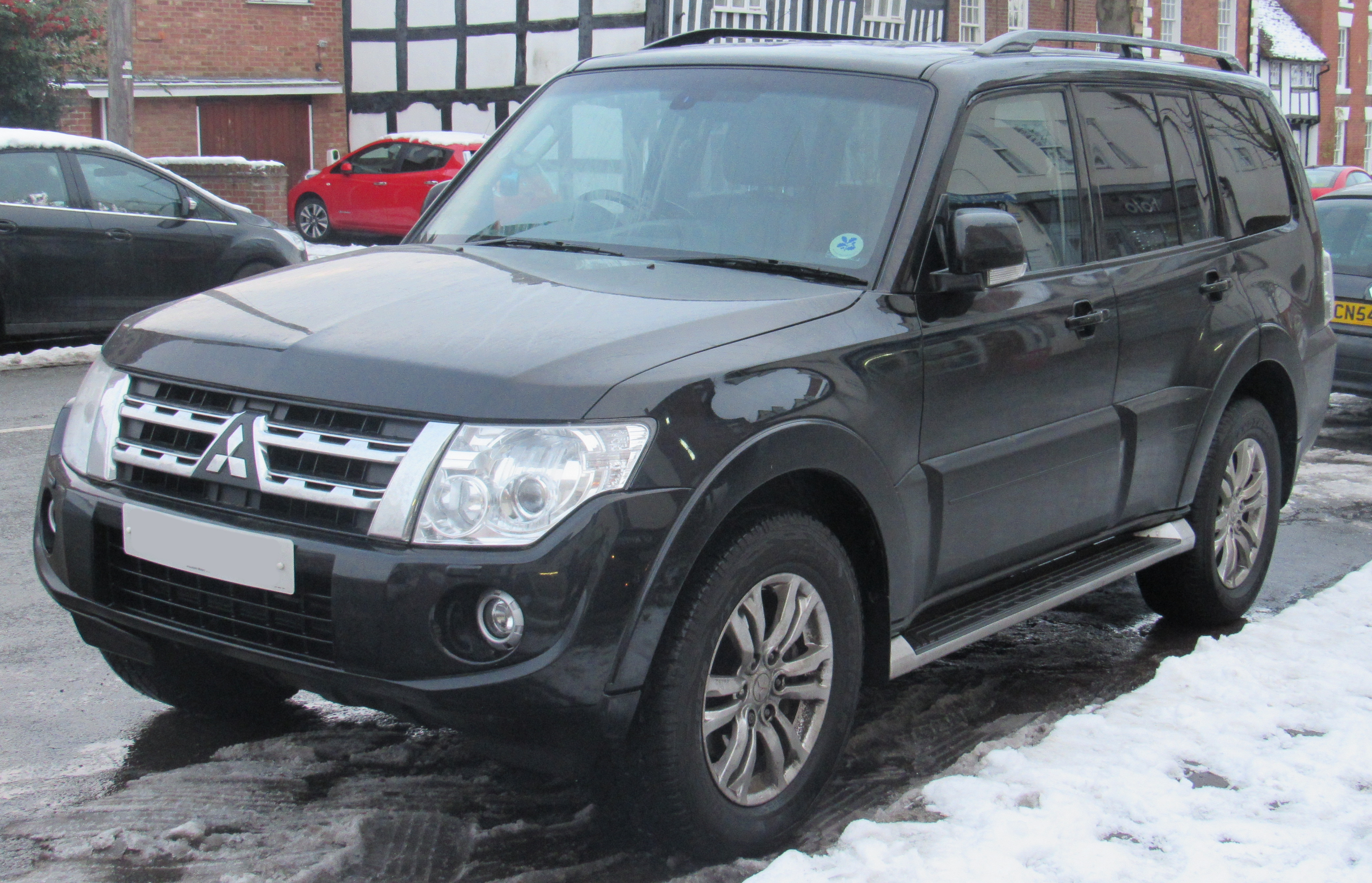
Mitsubishi Shogun (primer estilizado)
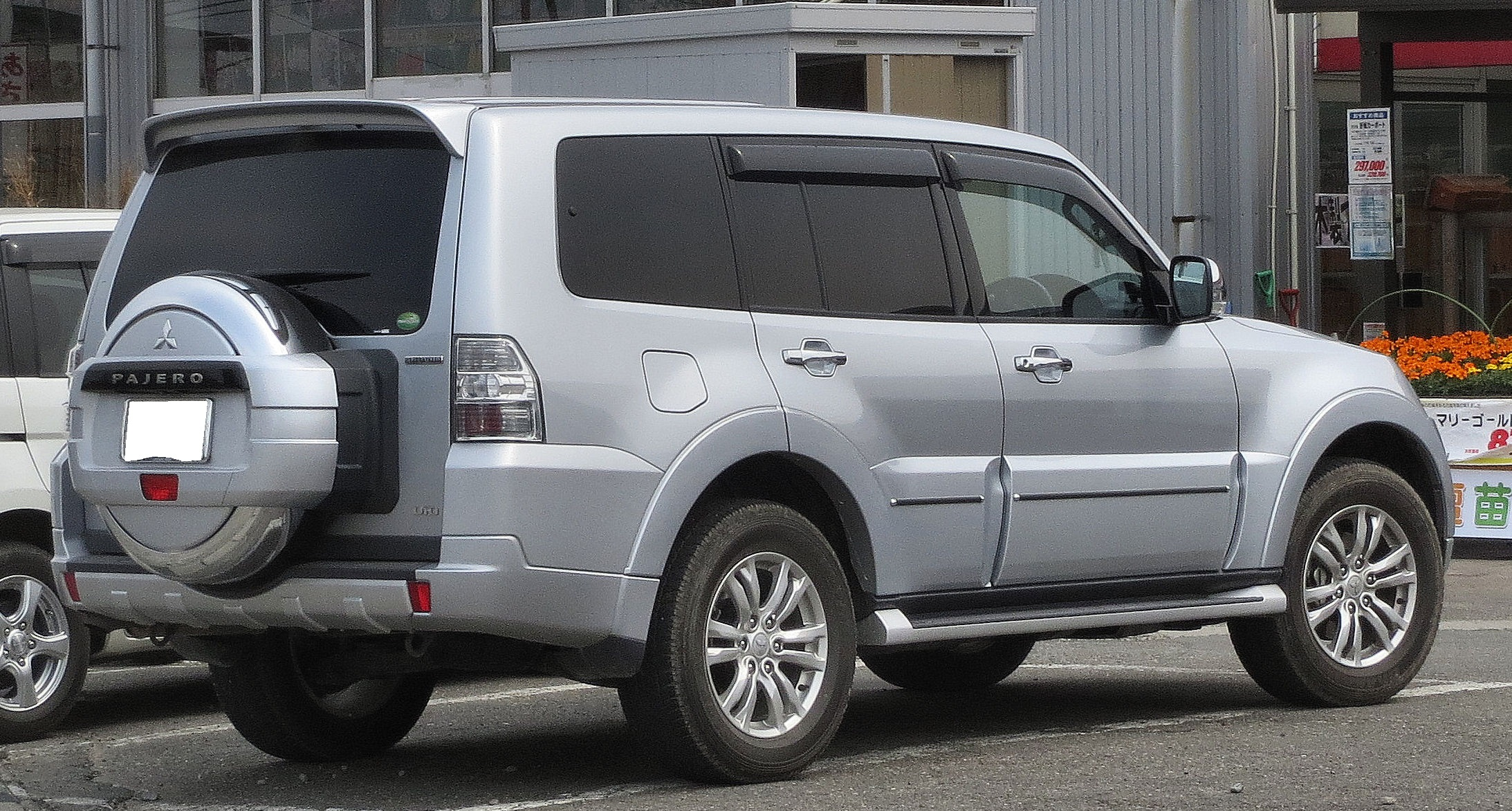
Mitsubishi Montero Super Exceed (primer estilizado)

### Segundo estilizado

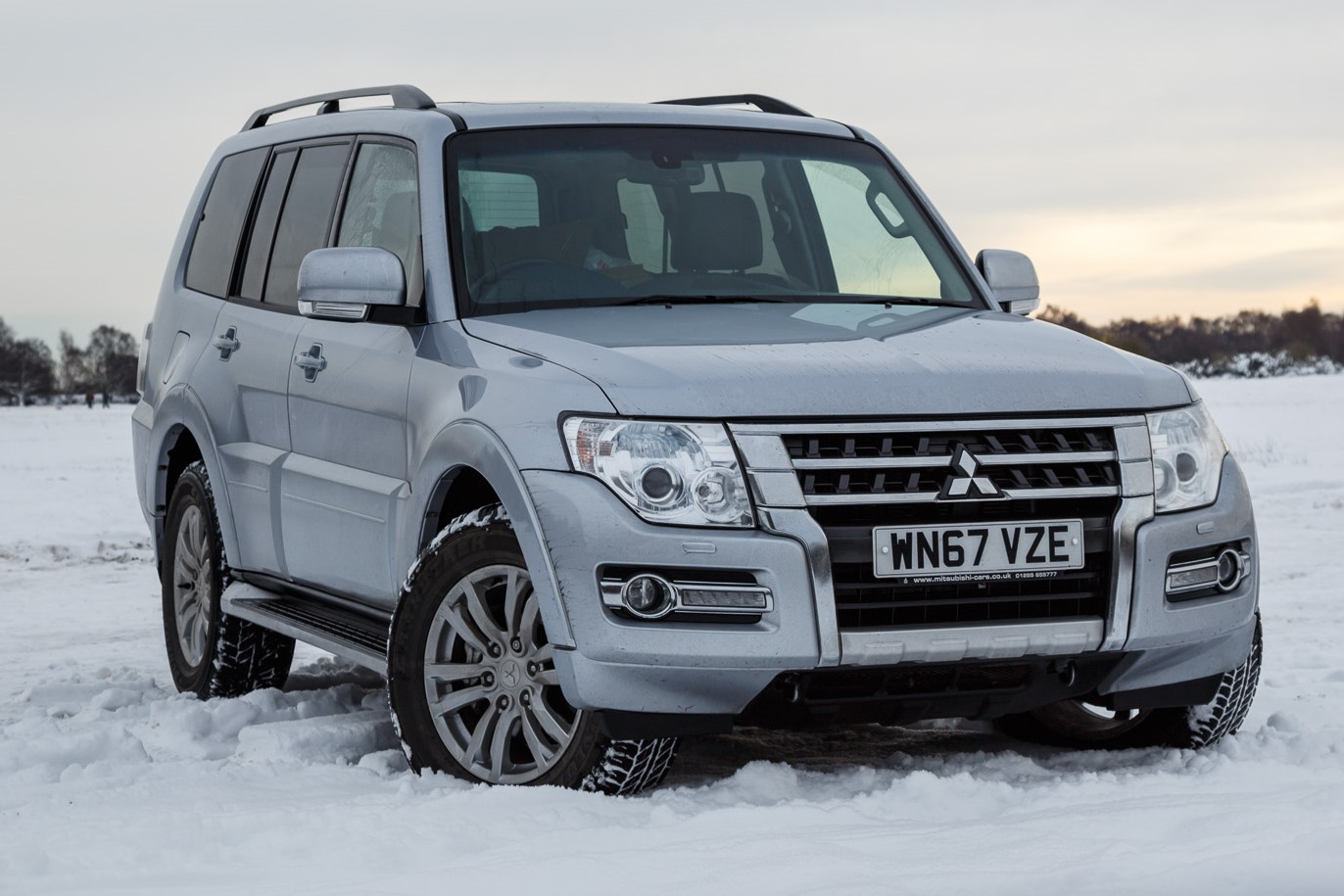
Mitsubishi Shogun (segundo estilizado)
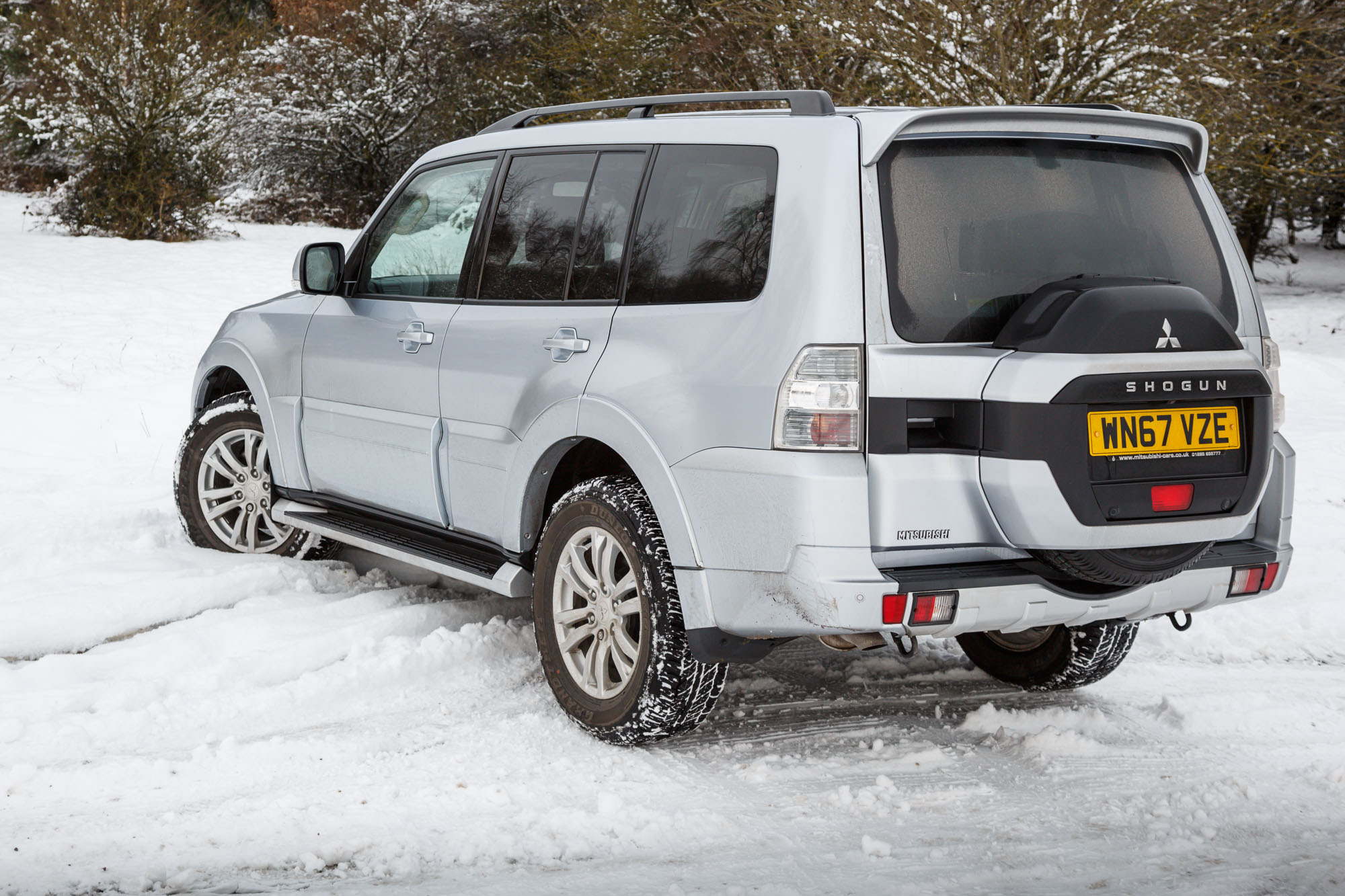
Mitsubishi Shogun (segundo estilizado)

## Vehículo eléctrico
Según el presidente del fabricante japonés, Osamu Masuko, en 2015 se pondría a la venta una versión híbrida enchufable del Montero.

## Rally París-Dakar
Desde 1983 ha participado como vehículo en el Rally París-Dakar, siendo el modelo que más victorias ha conseguido (13 en el período 1985-2007), más victorias que cualquier otro vehículo.